# Takamichi Seki
Takamichi Seki (関 隆倫 Seki Takamichi?), född 16 januari 1981 i Chiba prefektur, är en japansk före detta fotbollsspelare.
Seki började sin karriär 2003 i Omiya Ardija. Efter Omiya Ardija spelade han för Mito HollyHock, Consadole Sapporo, Tonan Maebashi, Fagiano Okayama, Okinawa Kariyushi FC och FC Ryukyu. Han avslutade karriären 2010.